# Michel VIII Paléologue
Vous lisez un « bon article » labellisé en 2008.
Michel VIII Paléologue (en grec médiéval : Μιχαήλ Ηʹ Παλαιολόγος / Mikhaél VIII Palaiológos) (v. 1224-11 décembre 1282) est un empereur byzantin du XIIIe siècle qui règne entre 1261 et 1282.
Michel VIII est co-empereur de Nicée de 1258 à 1261, puis empereur byzantin de 1261 à 1282. Il usurpe le trône de Nicée au souverain légitime Jean IV Lascaris. Son passage au pouvoir est souvent considéré comme le dernier grand règne de l'Empire byzantin. Il reprend Constantinople et rénove la cité impériale. Ensuite, grâce à une diplomatie habile, il évite une croisade contre l'Empire. Il utilise d’ailleurs bien plus la diplomatie pour régler ses différends que la manière forte à l'image des Vêpres siciliennes, dont il est un acteur important, mais auxquelles il ne participe pas directement.
À l'intérieur de l'Empire, Michel VIII rénove certes Constantinople, mais commet plusieurs erreurs, par exemple en supprimant les colons militaires sur la frontière asiatique de l'empire pour épargner aux finances byzantines exsangues une dépense supplémentaire. De plus, son alliance avec Gênes, en octroyant à la cité italienne de grands privilèges commerciaux dans l'Empire byzantin, empêche le relèvement économique de ce dernier et participe ainsi à sa future chute. Après sa prise de pouvoir, l'empereur fait également imprudemment aveugler Jean IV Lascaris, que beaucoup considéraient héritier légitime du pouvoir impérial, à l'image du patriarche Arsène Autorianos. Celui-ci excommunie l'empereur, qui le dépose à son tour en 1265 : Michel VIII provoque par là le schisme Arsénite, en contribuant par le renvoi du patriarche à créer une grave crise religieuse qui se prolonge après la mort des deux protagonistes.

## Origine familiales et formation
Michel VIII est le fils du général Andronic Paléologue et de Théodora Doukas. Issu d’une famille illustre, descendante des Comnène (Ange et Doukas), Michel fait partie de l’aristocratie byzantine et reçoit son éducation à la cour de Jean III Doukas Vatatzès.
Brillant général, il est cependant emprisonné en 1253 dans une prison de Nicée par l’empereur byzantin Jean III Doukas Vatatzès qui l’accuse de conspiration. Il s'agit en réalité d'un malentendu et l'année suivante, Jean le libère et le nomme Grand Connétable (il est le subordonnant de tous les marchands italiens présents sur le territoire de l'Empire). La même année, Michel devient gouverneur de Thessalonique puis stratège de Bithynie. À cette occasion il se marie avec Théodora Vatatzès la petite nièce de l'empereur. La mort de Jean III et l'avènement de son fils Théodore II Lascaris le 3 novembre 1254 marque un changement dans la vie de Michel : le nouvel empereur, plus érudit que soldat, a peu confiance en lui. En 1256, c'est Michel VIII Paléologue qui mène la guerre face à Michel II Doukas. Néanmoins, il est de nouveau accusé de conspiration par l'empereur et il s'enfuit chez le sultan seldjoukide de Roum qui le met à la tête de ses soldats combattant les Mongols,.
En 1258, Michel est pardonné par l'empereur Théodore II. Il revient à Nicée où il reçoit le commandement militaire des unités nicéennes en Europe. Il prend donc une nouvelle fois part aux combats contre les Épirotes qu'il repousse jusqu'à Dyrrachium avant de perdre l'avantage. Il est contraint de battre en retraite. Cet échec est mal perçu par l'empereur qui l'emprisonne malgré l'opposition d'une partie de l'aristocratie.

## Usurpation

L'Empire byzantin sous Michel VIII Paléologue en 1265.

Le 18 août 1258, à la mort de Théodore II, Georges Muzalon assure la régence. Jean IV Lascaris, fils du défunt empereur, est encore trop jeune. Cependant, le régent, se sachant impopulaire, tente de nommer une autre personne à ce titre mais la noblesse de l'Empire le confirme dans ses fonctions. Neuf jours plus tard, alors qu'à Magnésie sont célébrées les funérailles de l'empereur défunt, des mercenaires Francs entrent dans l'église et tuent Georges Muzalon et ses frères. Georges Acropolite considère que les nobles tombés en disgrâce lors du règne précédent sont coupables. Mais il paraît bien plus probable que le véritable instigateur de cette opération soit Michel Paléologue. En effet, il semble qu'il soit le chef des mercenaires et il apparaît clairement que c'est peu après la mort du régent qu’il commence à devenir un personnage important dans la politique de l'empire de Nicée. Peu après le meurtre du régent, Michel est libéré et les hauts dignitaires de l'État se voient dans l'obligation de nommer un nouveau régent. C'est Michel qui remporte le suffrage avec de plus le titre de mégaduc. Le nouveau régent obtient en plus de l'assemblée la possibilité d'utiliser à sa guise les ressources de l'Empire. Continuant son ascension, Michel Paléologue se retrouve avec le titre de despote, le plus élevé de la hiérarchie byzantine. Possédant autant de pouvoir qu'un empereur il tient cependant à en prendre les attributs et arrive à convaincre le patriarche Arsène Autorianos (tuteur du jeune Jean IV) de le couronner empereur avec le jeune basileus pour préserver le trône du fils de Théodore II.
Le 1er décembre 1258, Michel devient officiellement le nouvel empereur de Nicée sous le nom de Michel VIII Paléologue et le 1er janvier de l'année suivante se fait couronner empereur conjointement avec sa femme et Jean IV Lascaris dans la cathédrale de Nicée par le patriarche Arsène Autorianos. Cependant, Jean IV Lascaris est relégué dans un château du Bosphore. Le patriarche, comprenant qu'il a été trompé, décide de se retirer dans un monastère. Il est remplacé contre l'avis des hauts dignitaires ecclésiastiques par le métropolite d'Éphèse, Nicéphore II de Constantinople.

## La reconquête

### Lutte contre les Francs et le despotat d'Épire
Dès son avènement Michel VIII doit lutter contre les États francs. L'Empire latin de Constantinople après avoir perdu la Thrace, une grande partie de la Macédoine et Thessalonique n'est plus une menace de taille. Michel VIII signe la paix avec Baudouin II de Courtenay. Toutefois, il doit très vite lutter contre un ennemi plus coriace : le despote d'Épire Michel II Doukas qui reprend la Macédoine jusqu'au Vardar et forme une coalition composée de Manfred Ier de Sicile ainsi que de Guillaume II de Villehardouin. Michel VIII agit promptement et envoie son frère, le sébastokrator Jean Paléologue, en Grèce avec une armée. De là, ce dernier réussit à vaincre l'armée du despote à Édessa. Continuant sa progression, le frère de l'empereur prend Ohrid. Désireux de prendre sa revanche, Michel II rassemble son armée avec celle de Guillaume de Villehardouin et des chevaliers siciliens de Manfred. Cependant ces derniers sont une nouvelle fois battus à la bataille de Pélagonia et Guillaume II de Villehardouin, le prince d'Achaïe, est capturé. À la suite de cela, Jean Paléologue occupe Arta, la capitale du despote, et mène une expédition en Grèce jusqu'à Thèbes. Le despote récupère cependant rapidement une grande partie du territoire perdu et fait prisonnier le général byzantin Alexis Strategopoulos. Ce dernier fut délivré au terme d'un accord entre Michel VIII et Michel II.
Ces événements permettent à Michel VIII Paléologue de pacifier ses possessions en Europe. Pour pouvoir reprendre Constantinople, il signe un traité avec les Mongols qui lui permet de consolider ses positions en Asie, abandonnant de fait son ancien allié, le sultan d'Iconium. Le basileus signe de même un traité avec l'empereur de Trébizonde Manuel Ier pour s'assurer le soutien de la plupart des forces helléniques.

### Constantinople: le rêve des empereurs de Nicée

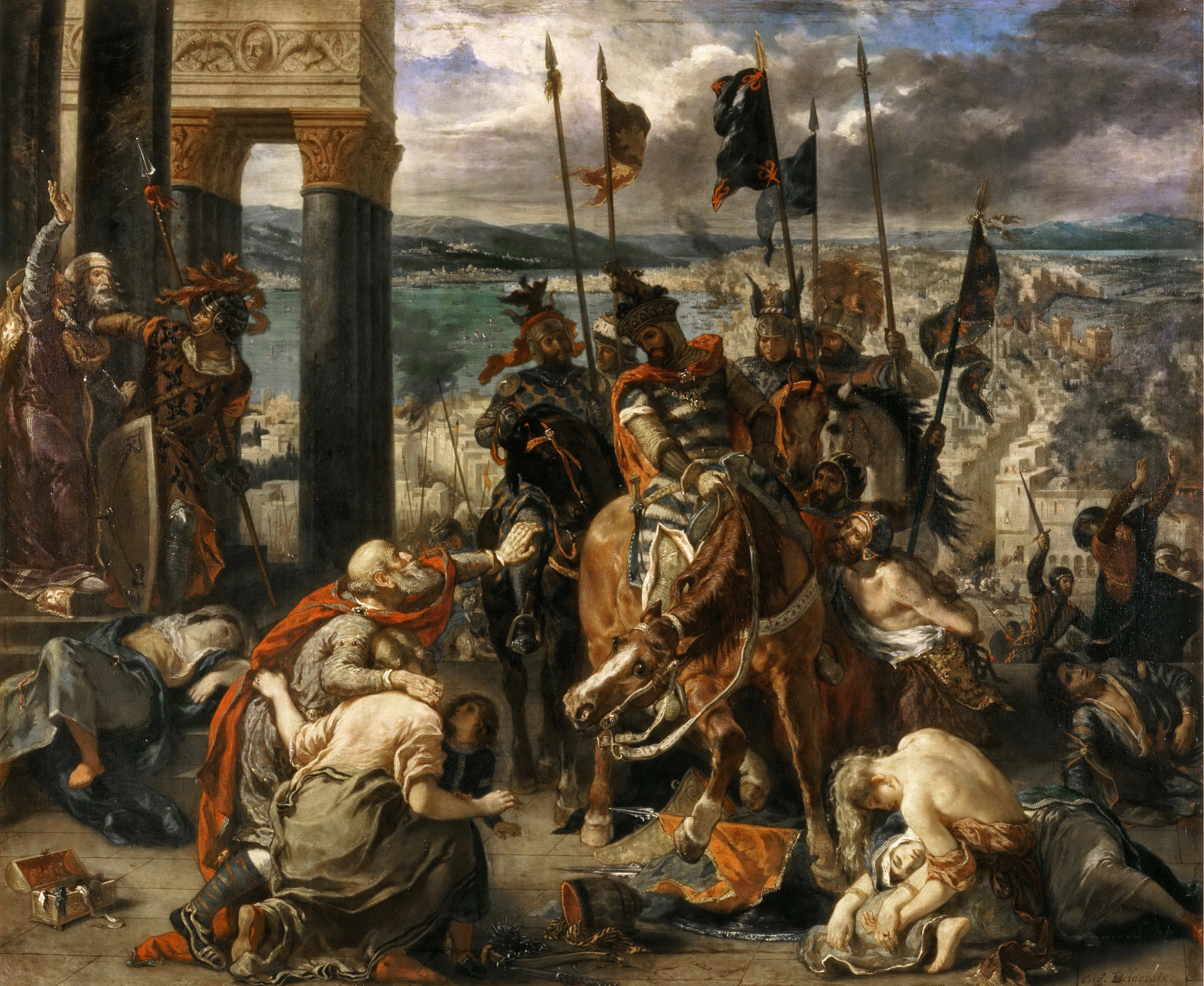
Depuis la prise de Constantinople en 1204, les empereurs de Nicée veulent à tout prix reprendre la ville impériale. (Huile d'Eugène Delacroix, 1840).

Depuis la prise de Constantinople par les croisés et plus particulièrement les Francs et les Latins et la création de l'empire de Nicée en 1204, le but des empereurs byzantins est clairement de remettre la main sur l'ancienne capitale. Nicée ne constitue qu'un refuge, une relâche pour l'Empire byzantin blessé mais pas mort. Tous les prédécesseurs de Michel ont tenté de récupérer Constantinople ou du moins de s'en rapprocher peu à peu. Au début, les empereurs latins ont résisté, ces derniers voulant se servir de Constantinople comme d'un poste avancé pour une future croisade contre les Seldjoukides et à plus grande échelle contre les musulmans ainsi que de se rapprocher de pratiquants du rite grec pour peu à peu, de gré ou de force, leur faire admettre le rite latin. De leur côté, les Vénitiens veulent acquérir des terres pour enrichir leur commerce. Mais l'empire latin de Constantinople ne peut jamais remplir sa mission du fait notamment de l'absence de renforts, des divisions des principaux chefs francs ainsi que de l'hostilité des habitants. Le premier touché fut l'Empire latin, qui, à la veille de la conquête byzantine est ruiné, dénué de troupes, dépossédé des terres de 1204 et abandonné de ses alliés à l'exception notable de Venise. Pour Michel VIII, la reconquête de Constantinople est un objectif fondamental car elle représenterait un élément déterminant pour la légitimité de son pouvoir encore fragile. En revanche, au sein même de l'empire de Nicée, l'aristocratie est plus partagée car elle perçoit la reprise de la ville comme coûteuse et risquant de déplacer le centre de gravité de l'Empire vers l'Occident, l'exposant alors à de nouvelles menaces.

### La reprise de Constantinople

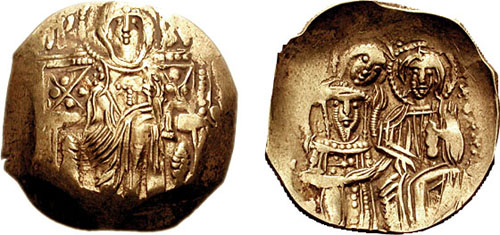
Michel VIII Paléologue représenté avec le Christ sur un hyperpérion célébrant la reprise de Constantinople.

Conscient qu'il lui faut être prudent, Michel VIII sécurise ses frontières avant de planifier la restauration de son Empire. En campagne une première fois en 1260, il s'arrête devant Selymbria qu'il ne peut prendre. Anseau de Toucy, capturé lors de la bataille de Pélagonia et remis en liberté en échange de l'ouverture d'une des portes de la cité, ne tient pas sa promesse. La campagne de Michel VIII Paléologue s'arrête donc là et il repart à Nicée. Cette expédition attire l'attention des Génois et ils envoient une ambassade à Nymphaeon. La raison de cet envoi est le suivant : les Génois, depuis la chute de Constantinople en 1204, sont privés de leurs avantages et de leurs terres au détriment des Vénitiens ; Gênes ne peut alors lancer que des raids de piraterie contre les possessions vénitiennes. Michel, qui connaît le potentiel de la marine génoise (lui-même ne possède quasiment pas de marine) accepte toutes les demandes des Génois et un traité synallagmatique est signé à Nymphaeon le 13 mars 1261 par lequel les deux signataires s'engagent à former une alliance contre Baudouin II de Courtenay et Venise. En plus de la clause principale, les Génois doivent mettre à disposition des Byzantins leur flotte. De leur côté, les Byzantins, à la suite de la prise de Constantinople, s'engagent à donner à Gênes les avantages dont bénéficient les Vénitiens, Constantinople devrait contenir un quartier génois et ces derniers pourraient commercer librement sur le territoire byzantin. Le monopole économique de Venise serait ainsi remplacé par celui de Gênes.
Tout est prêt pour la reconquête de Constantinople, mais celle-ci ne se fait pas comme les deux alliés l'ont prévu. C'est au général Alexis Strategopoulos que revient la charge de conquérir la cité. Envoyé sur la frontière bulgare avec 800 hommes, il va au-devant de Constantinople pour l'observer sans avoir comme but de la prendre. La situation va cependant tourner à son avantage, une patrouille est envoyée aux alentours de la cité impériale et celle-ci s'entendant avec les habitants se fait ouvrir les portes. Alexis Strategopoulos a ainsi l'immense privilège de rentrer le premier à Constantinople le 25 juillet 1261. Devant la rapidité des événements, Baudouin II s'enfuit en barque, tandis que quelques jours plus tard, une flotte vénitienne venant de la mer Noire ne peut que rester sans rien faire devant le fait accompli. Constantinople est enfin reprise, les empereurs après 57 ans d'exil à Nicée siègent à nouveau dans la cité impériale.

## Mesures intérieures

### Rénovation de Constantinople

La bannière impériale de l'Empire byzantin sous les Paléologue.

Dès son arrivée à Constantinople, Michel VIII se fait sacrer empereur à Sainte-Sophie par Arsène Autorianos qu'il a rappelé de son exil. Le basileus transporte la cour du palais des Blachernes vers le Grand Palais, ancienne résidence des empereurs byzantins. Peu après, Michel VIII prend conscience qu'il faut prendre des mesures d'urgence. En effet, l'Empire byzantin et Constantinople en particulier est dans un état de ruine avancée. La cité impériale a été abandonnée à son sort durant près de 60 ans et la ville est très détériorée. L'empereur rebâtit les quartiers incendiés ou fortement délabrés, il nettoie les rues pleines d'immondices, remet en état les murailles de la ville et construit une flotte de guerre. Celle-ci bénéficie de l'installation d'un groupe de Tsakoniens venant de la Morée et qui constituent la majeure partie de l'équipage de la future flotte. Les rameurs sont pour leur part des descendants de mariages gréco-latins dénommés de manière péjorative les Gasmules par les Byzantins. La flotte s'installe dans l'ancien port de Kontoskalion remis en état. Comme promis lors du traité de Nymphaeon, il bâtit un quartier génois et repeuple le quartier vénitien abandonné avec les habitants des faubourgs. Il pourvoit également à la restauration des églises et des monastères orthodoxes, afin de raviver la conscience religieuse de son peuple et ressusciter le sentiment de patriotisme. Michel encourage l'art byzantin en finançant la création de fresques, d'icônes qui ont été pour certaines détruites durant l'occupation latine tandis qu'une colonne est bâtie pour commémorer la reprise de Constantinople par Michel VIII. Ce regain d'intérêt pour l'art peut s'observer jusqu'à la chute de Constantinople.

### Crise religieuse
Cependant, Michel VIII sait qu'il est perçu par la population de l'Empire comme un usurpateur, aussi s'empresse-t-il de faire crever les yeux au jeune Jean IV Lascaris en 1261 pour le priver de toute prétention au trône et le relègue dans une forteresse en résidence surveillée. Il mutile aussi son secrétaire Manuel Holobolos qui témoignait de la pitié envers la jeune victime. L'objectif de Michel est clair, priver les Lascaris de toutes prétentions au trône impérial. Pour cela, il cherche aussi à les discréditer. Ainsi la nouvelle histoire de l'Empire présente-t-elle les Lascaris comme de simples souverains régionaux sans grande importance. De plus, l'empereur en tentant d'établir une alliance avec Manfred Ier de Sicile lui demande la main de sa fille Constance de Hohenstaufen, veuve de Jean III Doukas Vatatzès. Les réactions ne se font pas attendre. Arsène Autorianos jette l'anathème sur l'empereur qui, en représailles, convoque un synode d'évêques qui le destitue de ses fonctions et l'exile en mai 1265. Il faut près d'une année avant qu'un nouveau patriarche, Germain III, archevêque d'Andrinople, soit nommé. Mais il est rapidement démis et remplacé en décembre 1266 par Joseph de Constantinople. Le nouveau patriarche lève l'absolution de l'empereur le 2 février 1267. Au cours de ces cinq années (entre 1261 et 1266), Michel VIII est mis au ban de la communauté religieuse de l'Empire et ne peut plus pénétrer dans des bâtiments religieux, notamment à Sainte-Sophie.
Pendant ce temps, Arsène conserve de nombreux partisans, notamment en Asie mineure. Dans cette région, dirigée durant un demi-siècle par les empereurs de Nicée, la famille Lascaris conserve de nombreux soutiens. Nombre de personnalités religieuses s'opposent à la destitution d'Arsène mais aussi à celle de Germain III. Ce mouvement d'opposition dont les membres se dénomment arsénites est à l'origine d'un schisme profond au sein de l'Église mais également de la société byzantine.

### Administration intérieure
Contrairement à ses prédécesseurs, Michel VIII s'appuie sur la noblesse pour réorganiser l'administration de l'Empire. Au prix de mariages et de dons, il réussit à s'allier la plupart des grandes familles. Il confie également les principales charges dans l’État aux membres de sa famille, à l'image de son frère Jean qui a mené la plupart des campagnes. Dès que son fils Andronic II atteint ses 16 ans, il le marie et l'associe au trône. Conséquence de ces libéralités et de l'entretien de son armée, il laisse à sa mort un Trésor impérial vide. Ainsi, pour assurer la rénovation de l'Empire byzantin, il est contraint de dévaluer l'hyperpérion, la monnaie byzantine ; cette dévaluation constitue la première étape du déclin de la monnaie byzantine tout au long du XIVe siècle. De plus, les Génois bénéficient du monopole du commerce à travers l'Empire et le privent de fait des principales ressources qui auraient pu restaurer sa grandeur. On peut citer comme exemple Manuel Zacaria, marchand génois qui obtient le monopole du commerce de l'alun. Malgré cette domination génoise, Venise et Pise, les deux autres républiques italiennes bénéficient encore d'avantages importants. Pour faire face à la banqueroute, Michel VIII renonce à expulser les Vénitiens de Constantinople et chacune des trois colonies italiennes est dirigée par ses lois propres assurées par un dirigeant nommé par les métropoles (un baile pour les Vénitiens, un podestat pour les Génois et un consul pour les Pisans).

## Tentative d'Union entre les deux Églises
Dès la reconquête de Constantinople, Michel VIII essaie de rétablir de bons rapports avec la papauté pour éviter tout risque d'une nouvelle croisade contre l'Empire. Ainsi il tente de signer l'Union des deux Églises pour sauver Constantinople comme le font la plupart de ses successeurs. De plus, il a à lutter contre Charles Ier d'Anjou, roi de Sicile, qui avait comme projet de reprendre Constantinople et dont tous ces faits et gestes sont étroitement liés avec ses relations avec le pape.

### Relations fluctuantes avec le pape et les États francs de Grèce

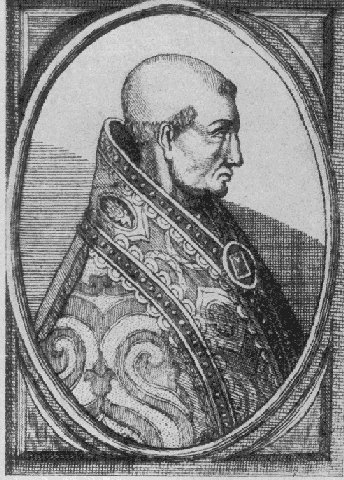
Urbain IV dont les relations avec Michel VIII Paléologue sont fluctuantes.

À son arrivée au pouvoir, Michel VIII avait comme but d'empêcher une croisade contre l'Empire et de reprendre pied dans la plupart des régions des Balkans ainsi qu'en Grèce. Pour récupérer cette région, il lui faut lutter contre le prince d'Achaïe. C'est ce qu'il fait obligeant Guillaume II de Villehardouin, fait prisonnier à la bataille de Pélagonia, à signer un traité (1262). Guillaume II reconnaît la suzeraineté impériale et doit rétrocéder à ce dernier les forteresses de Mistra, Geráki et Monemvasia. Michel VIII confie l'administration de ces trois places fortes à son demi-frère Constantin Paléologue. L'empereur reprend ainsi peu à peu pied en Grèce. Cependant, Guillaume II de Villehardouin ne tarde pas à fomenter une alliance contre l'Empire byzantin, le pape l'ayant préalablement délié de ses engagements jugés nuls et non avenus car étant intervenus avec un grec schismatique. En réaction, l'empereur pille les îles latines et envoie Constantin assiéger la ville de Sparte. Mais celui-ci échoue et son armée est annihilée à Prinitza en 1263. Peu de temps après, une flotte génoise perd la bataille de Settepozzi face aux Vénitiens qui commencent à reprendre le contrôle de la mer Égée.
Au moment de la reconquête de Constantinople, le trône de Saint-Pierre est vacant, et il faut attendre le 28 août et l'élection du pape Urbain IV pour que ce dernier réagisse. Il prêche une croisade contre Constantinople. Le basileus, pour parer au danger, se rapproche de Manfred Ier de Sicile, mais ce dernier repousse les demandes de Michel VIII. Aussi, ce dernier décide de s'adresser au pape pour réconcilier Grecs et Latins. Urbain IV accepte. En effet il a repoussé les demandes de Baudouin II de Courtenay qui veut se réconcilier avec Manfred Ier. Ce dernier ayant été excommunié, le pape ne peut accepter d'en faire le chef d'une croisade. Or, la participation à la croisade de l'ancien empereur latin paraît indispensable. Le pape trouve donc un terrain d'entente avec Michel VIII. Ainsi commence la tentative d'Union des deux Églises.
En attendant l'arrivée des légats du pape, Michel VIII envoie de nouveau Constantin en campagne contre Andravida, la capitale de la principauté d'Achaïe. Cependant à Sergiana, l'armée byzantine se retire après la mort accidentelle d'un de ses généraux. Constantin fuit et cesse de jouer un rôle de premier plan. Peu après, l'armée byzantine abandonnée par ses mercenaires seldjoukides est de nouveau battue à Makryplági. Guillaume II de Villehardouin ravage alors les terres byzantines du Péloponnèse avant de se réconcilier avec Michel VIII,. Cette trêve peut laisser place aux pourparlers devant instaurer l'Union. Urbain IV considérant en effet impossible tout négociation avec Michel VIII tant que ce dernier est en guerre contre les États francs de Grèce. Urbain IV propose alors d'envoyer quatre moines franciscains à Constantinople pour négocier une possible Union. De même, en échange du retrait des troupes byzantines des provinces franques, le pape accepterait de reconnaitre Michel VIII comme le véritable empereur de Constantinople à la place de Baudouin II mais Urbain IV meurt le 2 octobre 1264.
Dans le même temps, Jean Paléologue, l'autre frère de Michel VIII obtient de meilleurs résultats contre le despotat d'Épire qui finit par se soumettre après de rudes combats. Le despote Michel II Doukas cède à l'Empire la ville de Ioannina et accepte que son fils Nicéphore Ier Doukas se marie avec Anne Paléologue Cantacuzène, une nièce de Michel VIII.

### MichelVIIIinquiété par les Siciliens

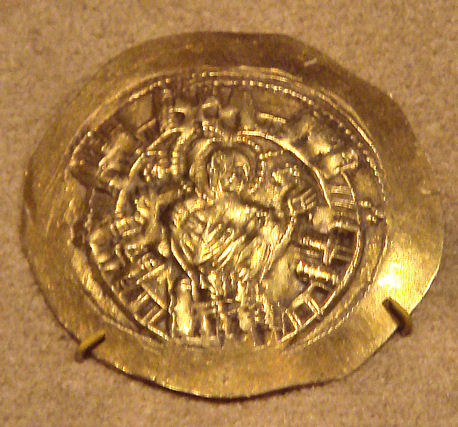
Pièce frappée sous le règne de Michel VIII Paléologue. Elle représente la Vierge Marie et fut faite en commémoration de la reprise de Constantinople sur les Latins.

La mort d'Urbain IV gêne considérablement Michel VIII dans ses projets. En effet, il était alors prêt à conclure l'Union des deux Églises avec le pape. L'empereur doit attendre le 5 février 1265 pour connaître le nouveau pape : Clément IV. Ce dernier soutient dès son avènement Charles Ier d'Anjou dans son projet d'invasion de la Sicile contre Manfred Ier de Sicile. Après sa victoire lors de la bataille de Bénévent où Manfred Ier trouve la mort, Michel VIII commence à s'inquiéter. En effet, Charles Ier d'Anjou a comme projet la conquête de Constantinople. Le basileus tente de se réconcilier avec le pape mais ce dernier n'accepte pas. En effet, le pape voit en Charles Ier d'Anjou le protecteur de la papauté et non plus le souverain excommunié qu'était Manfred Ier de Sicile. C'est tout juste s'il envoie une lettre à Michel VIII contenant une profession de foi à laquelle les Grecs sont sommés de se soumettre. C'est une déconvenue pour Michel VIII qui souhaite la tenue d'un concile pour débattre des points posant problèmes entre les deux doctrines.
De son côté Charles Ier d'Anjou, après sa victoire face au successeur de Manfred Ier, Conradin à la bataille de Tagliacozzo en 1268, met en place une flotte pour sa future campagne contre l'Empire byzantin. De plus il signe un traité à Viterbe en 1267 avec Baudouin II de Courtenay et Guillaume II de Villehardouin par lequel il s'engage à rendre au premier son trône à Constantinople. Le pape, qui est aussi signataire du traité, n'en est pas moins inquiet des projets de Charles Ier d'Anjou. Clément IV continue donc son échange de lettres avec Michel VIII Paléologue. Le pape est prêt à accepter l'Union mais contrairement à son prédécesseur, il n'accepte de reconnaître Michel VIII empereur que si le clergé grec dans son ensemble se soumet au pape. Dans l'ensemble, les correspondances n'aboutissent à rien de concret. Mais le pape meurt peu après, laissant le Saint-Siège vacant pendant deux ans.
Cet événement sert tout particulièrement les intérêts de Charles Ier d'Anjou qui n'est alors plus soumis à une pression pontificale pour son invasion de l'Empire byzantin. Michel VIII, ne désespérant pas, envoie des messages au roi de France Louis IX qu'il considère maintenant comme le chef de la chrétienté. L'empereur envoie au roi de France deux ambassades lui demandant de détourner son frère de sa tentative de conquête de l'Empire byzantin. Louis IX délègue la question religieuse au conseil des cardinaux qui formule les mêmes demandes que Clément IV pour l'Union, mais Louis IX réussit à entraîner Charles Ier d'Anjou dans son projet de croisade en Tunisie et le roi Louis IX s'apprête à recevoir la deuxième ambassade byzantine menée par Jean XI Vekkos lorsqu'il meurt à Tunis de la peste. Charles Ier d'Anjou peut à nouveau se consacrer entièrement à son projet d'invasion mais sur le chemin du retour en Sicile, une violente tempête coule 18 de ses navires et une grande partie de son armée. Cet événement donne un sursis à Michel VIII qui peut se préparer à une nouvelle offensive de Charles Ier d'Anjou.

### L'Union

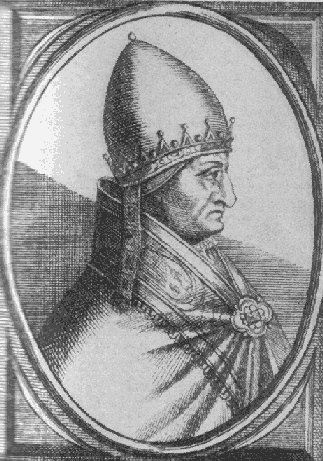
Grégoire X avec qui Michel VIII conclut une Union éphémère.

Le nouveau pape, Grégoire X, est élu le 1er septembre 1271. Dès son élection et alors qu'il est encore à Saint-Jean-d'Acre, il envoie une lettre de soutien à Michel VIII et demande à Charles Ier d'Anjou d'arrêter ses projets belliqueux contre l'Empire byzantin. Cependant, le roi de Sicile continue son action et noue des liens avec les Albanais qui le nomment roi et signe une alliance avec le prince d'Achaïe ainsi qu'avec la Bulgarie et la Serbie (1272-1273). De plus, il réussit à s'emparer de la ville de Dyrrachium où les populations albanaises le proclament roi. Pour parer à cette menace, Michel VIII Paléologue s'allie avec le roi de Castille Alphonse X, qui est un farouche ennemi de Charles Ier d'Anjou. Mais c'est le pape qui est d'un grand secours pour l'Empire : ce dernier, alors qu'il était encore à Saint-Jean-d’Acre, annonce à Michel qu'il est tout à fait d'accord pour un projet d'Union entre les deux Églises à trois conditions : l'acceptation par l'ensemble du clergé grec de la primauté du pape, l'appel ultime dans les affaires religieuses à Rome et l'hommage au pape dans les prières publiques. Dès lors, Michel VIII se lance dans une vaste campagne pour persuader les hautes instances de l'Église byzantine d'accepter les propositions du pape. Il démontre que les trois conditions n'auraient jamais à être respectées : le pape ne viendrait jamais à Constantinople, il n'y aurait donc pas à le faire passer avant les ecclésiastiques orthodoxes ; nul n'aurait l'idée d'entreprendre un long voyage pour porter son appel à Rome ; rendre hommage au pape dans les prières publiques ne changerait rien à la pureté de la doctrine orthodoxe.
Mais l'empereur rencontre une forte résistance. Pour éviter tout échec dans sa tentative d'unir les deux Églises il confirme à Grégoire X que l'ensemble du clergé est d'accord envers ces propositions. Le basileus, pendant ce temps, tente tant bien que mal de se concilier le clergé grec, lui assurant que l'Union est la seule chance de sauver Constantinople. Sa politique remporte quelques francs succès, à l'exemple de Jean XI Vekkos, théologien qui finit par être convaincu du bienfait de l'Union. Mais le patriarche Joseph de Constantinople reste inflexible. Malgré tout, une ambassade est bien présente au concile œcuménique de Lyon, représentée notamment par l'ex-patriarche Germain III, Georges Acropolite et Théophane, le métropolite de Nicée. Mais pour arriver à Rome puis à Lyon, l'ambassade byzantine doit passer par le territoire de Charles Ier d'Anjou qui n'est bien sûr pas d'accord pour la laisser passer. Il finit cependant par céder sous la pression du pape et l'ambassade arrive à Lyon. Après avoir été informé par les trois ambassadeurs byzantins de l'acceptation par l'ensemble du clergé grec de la condition pontificale, l'Union est officiellement déclarée lors de la quatrième section du concile, le 6 juillet 1274.

### Une Union fragile
L'Union des deux Églises concrétise un rêve de deux siècles des papes depuis le schisme de 1054 ; pour Grégoire X c'est une grande victoire qui fait grandir son prestige. Mais, pour l'Empire byzantin, la situation est en tout point différente, les hauts dignitaires byzantins sont farouchement contre l'Union, mais cela n’empêche pas Michel VIII de sacrer l'Union des deux Églises le 16 janvier 1276 à la chapelle du palais. Le 26 mai de la même année, il destitue le patriarche Joseph de Constantinople, anti-unioniste, pour le remplacer par Jean XI Vekkos, pro-unioniste. Ce dernier tente tant bien que mal de convaincre les hautes instances byzantines mais il n'y arrive que partiellement et l'opposition grandit, menée notamment par Grégoire II de Chypre ainsi que plusieurs personnes de la famille de Michel VIII, dont sa sœur Théophane que Michel VIII n'hésite pas à emprisonner. Néanmoins le point positif de l'Union est la trêve signée entre l'empereur et Charles Ier d'Anjou (octobre 1274).
Malgré ses problèmes, Michel VIII Paléologue continue de correspondre avec le pape et essaie de mettre en place avec lui un projet de croisade censé chasser les Seldjoukides de l'Asie mineure et recréer un État chrétien en Terre sainte. Mais ce projet ne peut aboutir du fait de la mort de Grégoire X le 10 janvier 1276.

### L'Union, un but impossible?
La mort de Grégoire X porte un coup dur à la subsistance de l'Union et la succession du pape est complexe — trois papes en deux ans de janvier 1276 à mai 1278, tous élus sous l'influence de Charles Ier d'Anjou et donc plus ou moins hostiles à l'Empire byzantin. Nicolas III, élu en mai 1278, est, lui, hostile aux projets belliqueux du roi de Sicile. Cependant il demande à Michel VIII la soumission de tout le clergé grec sans exception et surtout l'intégration du « filioque » dans le credo orthodoxe. Le pape envoie donc un légat à Constantinople. Lorsqu'il arrive, Jean XI Vekkos abdique de son poste de patriarche pour des raisons peu claires, peut-être à cause du « filioque ». Cet événement met Michel VIII dans l'embarras, il doit en effet cacher au légat pontifical la défection d'un des plus fervents défenseurs de l'Union. Finalement, Jean XI Vekkos accepte de revenir à son poste. Le basileus arrive quand même à persuader le pape qu'il fait son possible pour que l'Union soit acceptée par tous et demande au pape d'agir pour que Charles Ier d'Anjou arrête ses projets d'invasion de l'Empire byzantin, car, selon lui, cela nuit au bon déroulement de l'Union. Mais, encore une fois, le pape meurt le 22 août 1280.

Charles Ier d'Anjou, grand ennemi de Michel VIII Paléologue fut un des principaux facteurs qui mena à la destruction de l'Union des deux églises.

Son successeur Martin IV est complètement acquis à la cause de Charles Ier d'Anjou. Cette élection marque la fin de l'Union. Michel VIII ne peut plus accepter d'autres concessions pour le bien de l'Union. En effet, pour essayer de faire accepter l'Union aux hauts dignitaires byzantins et à la population en général, il se comporte en empereur cruel, crevant les yeux de la plupart des principaux opposants à l'Union. Comme la plupart de ses successeurs, Michel VIII Paléologue a tenté d'unir les deux Églises pour, selon lui, empêcher la formation d'une croisade contre l'Empire et dans une plus large mesure en provoquer une contre les Seldjoukides. Mais le ressentiment entre Grecs et Latins est bien trop fort pour faire accepter à l'ensemble de la population de l'Empire le bien-fondé de l'Union. Il est impossible de faire changer d'avis une population par la force et cela les Paléologue le comprennent assez vite. De plus Michel VIII doit s'opposer à des papes qui, excepté Grégoire X, demandent de trop fortes concessions pour l'Empire. Jamais donc l'Union lors de la dynastie des Paléologue en général et du règne de Michel VIII en particulier n'a pu s'établir de manière durable.

## La politique deMichelVIIIdans les Balkans
Dans sa politique balkanique, Michel VIII, malgré son envie de reprendre pied dans la péninsule, n'a aucune vue d'ensemble et par manque de moyens militaires, il passe le plus clair de son temps sur la défensive. Le basileus procède par des attaques mineures, notamment contre le prince d'Achaïe. Par contre, face au despotat d'Épire, la situation est différente. À la mort de Michel II Doukas, Michel VIII tente de s'attacher les services de Jean Ier Doukas qui a reçu la Thessalie en héritage, par l'intermédiaire de présents, en l'invitant à Constantinople en grande pompe. Malgré cela, le prince de Thessalie reste hostile à l'empire restauré. Mais en accueillant les anti-unionistes, Jean Ier Doukas va trop loin et Michel VIII Paléologue lance une opération lors de laquelle il envahit la Thessalie et capture plusieurs cités dont Berat.
Avec le tsar bulgare Konstantin Ier Tikh Asen marié à une fille de Théodore II, les relations sont mauvaises. Après avoir tenté sans succès d'empêcher Michel VIII de reprendre Constantinople, Konstantin Ier Tikh Asen subit les représailles du basileus qui avance jusqu'à la plaine de Sofia (1264). Mais Michel doit battre en retraite lorsqu'il arrive en vue de l'armée hongroise d'Étienne V de Hongrie. À la suite de cela Michel VIII Paléologue prend Philippoupoli ainsi que plusieurs cités de l'est de l'État bulgare. Constantin réagit néanmoins et demande à son allié tatar Nogaï Khan du Kiptchak d’attaquer l’empereur byzantin. Le khan inflige une lourde défaite à Michel VIII avant de piller la Thrace (1265). Pour se sortir de ce mauvais pas, Michel Paléologue marie sa fille à Constantin Asên, alors veuf. En plus de cela le basileus doit rendre au tsar les villes de Mer Noire qu’il lui avait prises, mais Michel n’obtempère pas ce qui provoque une nouvelle guerre. Konstantin Ier Tikh Asen tente d'appeler ses alliés Tatars, mais Nogaï a changé de camp et est devenu l'allié et le gendre de l'empereur ; le khan protège ainsi les territoires byzantins contre les Bulgares. 
Peu après, à la suite d'un incident, la régence bulgare revient à la fille de Michel VIII. Cependant, les hauts dignitaires bulgares y sont opposés et nomment Ivaïlo tsar (1277). Une guerre civile se produit dont Michel VIII essaie de profiter pour agrandir son territoire au détriment des Bulgares. Le basileus soutient Ivan Asen, l'opposant à Ivaïlo au trône bulgare. Le prétendant de Michel réussit à s'établir sur le trône sous le nom de Ivan Asen III mais est renversé peu après par Ivaïlo qui est lui-même renversé en 1280 par Georges Ier Terter qui, dès son avènement, signe un traité avec Charles Ier d'Anjou contre Michel VIII. Ainsi, la Bulgarie en tombant dans une crise de succession n'est plus un danger direct pour l'Empire. Il en va tout autrement de la Serbie, État jeune et en pleine expansion. Le principal chef des Serbes Stefan Uroš Ier se marie avec une latine, Hélène d'Anjou. Pour éviter une guerre avec les Serbes, Michel VIII Paléologue tente de marier une de ses filles à un prince serbe, Stefan Uroš II Milutin. Mais le projet ne peut aboutir, l'ambassade byzantine considérant la cour du prince comme indécente pour une princesse byzantine. Ceci a des conséquences néfastes pour l'Empire. En effet, Stefan Uroš II Milutin est très irrité par l'abandon du mariage et il se marie avec une fille de Jean Ier Doukas le grand ennemi de Michel VIII. Peu après, en capturant les cités de Skopje et de Serrès, Stefan Uroš II Milutin ouvre la voie à ses successeurs qui deviennent de dangereux ennemis pour l'Empire byzantin.

## Politique orientale
Michel VIII, très occupé par sa politique en Occident, entretient des relations relativement pacifiques avec les puissances orientales. Très tôt, il signe un traité avec le khan mongol Houlagou Khan, favorable aux Chrétiens et qui règne en Asie mineure. Il noue des relations avec les mamelouks et leur chef Baybars avec qui il partage un but : éviter une croisade de l'Occident. Ainsi Baybars demande à Michel de lui laisser le libre passage des détroits pour qu'il puisse communiquer avec son allié le khan Nogaï du khanat du Kiptchak. Michel VIII hésitant finit par abandonner son alliance avec Houlagou espérant par ce traité avec Baybars dissuader Nogaï l'allié des bulgares d'attaquer l'Empire ce qu'il réussit puisqu'une triple alliance anti-occident fut signé par Baybars, Nogaï et Michel VIII Paléologue. Mais en 1272 avec l'Union des deux Églises, l'Empire byzantin arrête de communiquer avec l'Égypte avant de signer en 1277 un traité avec Al-Mansûr Sayf ad-Dîn Qala'ûn al-Alfi, le successeur de Baybars, contre Charles Ier d'Anjou.
Face au sultanat de Roum, Michel VIII reste passif. En effet ce sultanat doit alors concentrer l'essentiel de ses forces face aux Mongols, et ne peut mener une active politique en direction de l'empire byzantin. Le basileus, par manque de moyens militaires, ne peut récupérer des territoires. De plus, la culture hellénique a complètement disparu du territoire du sultanat : les Seldjoukides y ont créé une civilisation nouvelle et même si Michel VIII avait reconquis le sultanat, il aurait eu du mal à rétablir la civilisation byzantine sur ce territoire. Ainsi l'Asie mineure qui pendant plus de 1 000 ans avait connu la culture romaine et hellénique (avec l'Empire Romain dans un premier temps puis avec l'Empire byzantin) est en train de découvrir une nouvelle civilisation. Seul l'empire grec de Trébizonde réussit à sauver l'hellénisme. Sur les terres d'Asie mineure, de nombreuses principautés, issus des seldjoukides, émergent dont celui des Karamanides qui s'empare d'Iconium en 1278. Une autre tribu, les Kayı, chassée par les Mongols s'établit entre Kütahya et Brousse et se met au service du sultan Kay Qubadh Ier.
En hébergeant Kay Kâwus II, le sultan de Roum qui avait été chassé de son trône par les Mongols, il commet une erreur. En effet, il promet à Houlagou Khan de garder le sultan de Roum à Constantinople pour que celui-ci ne vienne pas reprendre son bien. Kay Kâwus II furieux se tourne du côté du tsar bulgare à qui il communique des informations avant de quitter la capitale byzantine après la défaite de Michel VIII en 1265. Ne pouvant mener une politique offensive face aux différents émirats turcs, il aurait pu renforcer la défense aux frontières mais il fait le contraire. Les empereurs de Nicée pour garder la frontière orientale ont établi des colons payés pour protéger les défenses. Michel VIII abandonne le système trop coûteux et ainsi les villes et villages frontaliers deviennent la cible de nombreux raids turcs et mongols et très vite la région est désertée. Michel envoie alors son frère Jean Paléologue, déjà victorieux à Pélagonia. En face, les Seldjoukides sont solidement implantés et Jean Paléologue se contente de renforcer les forteresses de Tralles et des villes de la vallée du Méandre. De plus, il s'assure que la paie des soldats de la région soit suffisamment importante et régulière. Cependant, peu de temps après le départ de Jean Paléologue qui meurt en 1274, les Seldjoukides reprennent leurs incursions. La région est désertée par les Byzantins et la Carie devient définitivement turque. En réaction, Michel VIII envoie son fils Andronic Paléologue contre les Seldjoukides et les Mongols. Il obtient dans un premier temps des succès avec notamment la reprise de la ville de Tralles qu'il renomme Andrinocopolis. Cependant, il la laisse sans murailles et sans approvisionnement et très vite les Seldjoukides reprennent la ville après avoir vaincu une troupe byzantine dirigée par le gouverneur de la région. Michel VIII est ainsi obligé de signer un traité où il concède nombre de villes et villages aux émirats seldjoukides et mongols dont l'ancienne Tralles qui devient ainsi un émirat oghouze (celui des Menteşe) de plus en plus proche de Constantinople. Pour préserver ses dernières possessions asiatiques, Michel VIII fait édifier une ligne de forteresses le long du fleuve Sangarios. En 1281, Michel peut enfin venir mener une campagne en Bithynie, ravagée par les raids seldjoukides. Il réussit à repousser ces derniers mais ne peut pas continuer sa campagne car Jean Ier Doukas se révolte de nouveau contre Constantinople.

## MichelVIII, principal artisan des Vêpres siciliennes

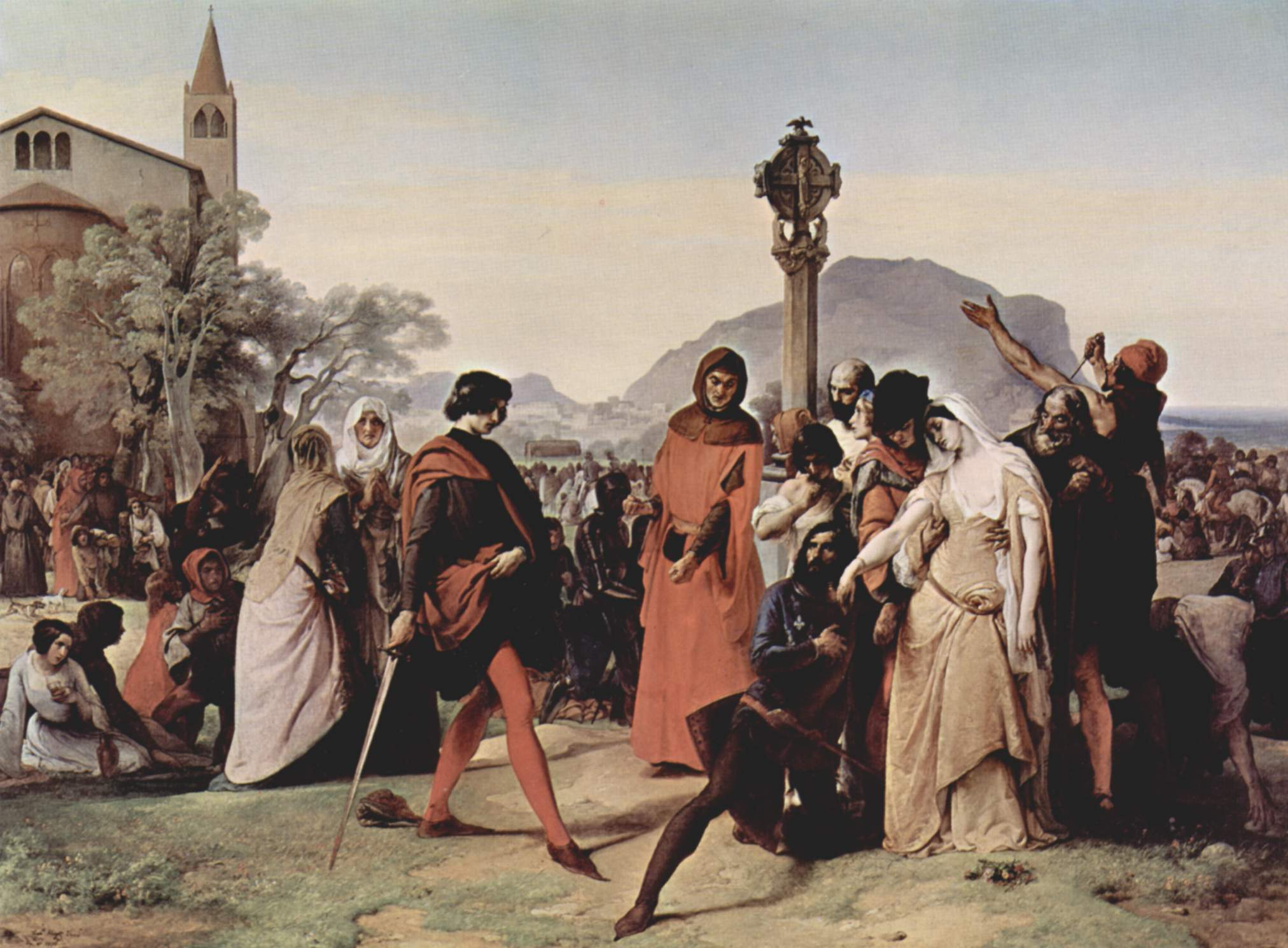
Les Vêpres siciliennes, la plus grande réussite de Michel VIII dans sa politique extérieure (excepté la reprise de Constantinople). Tableau par Francesco Hayez (1846).

Tout au long de son règne, Michel VIII doit lutter avec Charles Ier d'Anjou, frère du roi de France Louis IX et conquérant de la Sicile, tenue par Manfred Ier de Sicile. La lutte contre ce nouvel ennemi est d'ailleurs quasiment indissociable de la tentative d'Union des deux Églises. En effet, quand le pape est pour l'Union, Charles Ier d'Anjou a du mal à progresser ; au contraire si le pape est pour les Francs de Sicile alors le frère de Louis IX progresse. Le 1er mai 1278, à la mort de Guillaume II de Villehardouin, Charles Ier d'Anjou hérite de la principauté d'Achaïe. Mais cette possession ne lui apporte rien sinon des ennuis car les Byzantins lancent des incursions dans l'Achaïe depuis la forteresse de Mistra.
Le pape d'origine française Martin IV est tout acquis à la cause de Charles Ier d'Anjou. Ainsi, il excommunie Michel VIII en octobre 1281. Cependant, la situation de Charles Ier d'Anjou ne s'améliore pas. Il envoie un de ses généraux, Hugues de Sully avec 8 000 soldats, assiéger Berat, cité de l'Adriatique et point clé de la route menant à Thessalonique. Charles Ier d'Anjou décide d'assiéger les défenseurs pendant tout l'hiver 1280-1281. En mars, l'armée byzantine arrive en renfort et se poste en surplomb de la cité. L'impossibilité pour les Angevins de savoir le nombre et la position de l'adversaire crée la panique dans les rangs de l'armée qui bat en retraite. Les cavaliers sont pour la plupart faits prisonniers et emmenés à Constantinople dans la plus pure tradition romaine.
Charles Ier d'Anjou, irrité par tous ces échecs et voyant qu'il ne peut progresser dans le territoire de l'Empire, forme une alliance avec l'empereur latin (titulaire) ainsi que Venise. Cette alliance projette de rétablir l'Empire latin de Constantinople (traité d'Orvieto, 3 juillet 1281). Mais Michel VIII réagit et avec son fidèle allié le roi d'Aragon qui s'estime successeur légitime de la Sicile, il provoque une révolte des Siciliens le 30 mars 1282 qui aboutit au massacre des troupes angevines. Les derniers sont chassés de l'île et la Sicile est à partir de cette date dominée par les Aragonais. Cet événement est nommé ultérieurement les « Vêpres siciliennes ». Ce coup de maître est sûrement la plus grande réussite de Michel VIII dans sa politique extérieure.

## Gênes et l'impossible renaissance économique de l'Empire
Le traité de Nymphaeon concède d'énormes droits commerciaux à Gênes. La cité italienne possède ainsi un quasi-monopole économique dans l'Empire à l'image de son contrôle sur l'alun. Après Venise pendant près de 60 ans, c'est au tour de sa rivale de contrôler l'économie de l'Empire. En s'établissant au confluent des routes commerciales, elle empêche l'Empire byzantin de profiter des immenses possibilités commerciales qu'il possède. De plus, Gênes pourtant officiellement allié à l'Empire n'hésite pas à comploter contre lui comme en 1264 où Gênes signe un traité avec Manfred Ier de Sicile pour rétablir l'Empire latin. Finalement Michel VIII se réconcilie avec la cité maritime. Cependant en compensation de la trahison, les Génois sont chassés de Constantinople et doivent s'installer dans le faubourg de Galata de l'autre côté de la Corne d'Or. Michel VIII établit ainsi une ville nouvelle qui n'est plus du tout sous contrôle de l'Empire et qui grâce à son port attire bientôt les bateaux du monde entier qui peu à peu désertent le port de la cité impériale et ainsi plongent encore plus l'Empire byzantin dans la détresse.

## Un bilan en demi-teinte
Michel VIII meurt le 11 décembre 1282 alors qu'avec l'aide de 4 000 Tatars de la Horde d'or, il s'apprête à lancer une attaque devant supprimer l'État de la Thessalie. Il part donc en campagne en bateau puis à cheval mais sa mauvaise santé l'oblige à s'arrêter en Thrace où il meurt à Pachomios. C'est son fils Andronic II Paléologue, déjà co-empereur, qui lui succède et l'enterre à l'endroit de sa mort préférant éviter des funérailles dans la capitale où une partie de la population est hostile au défunt empereur. Le corps fut plus tard transporté à Selymbria.

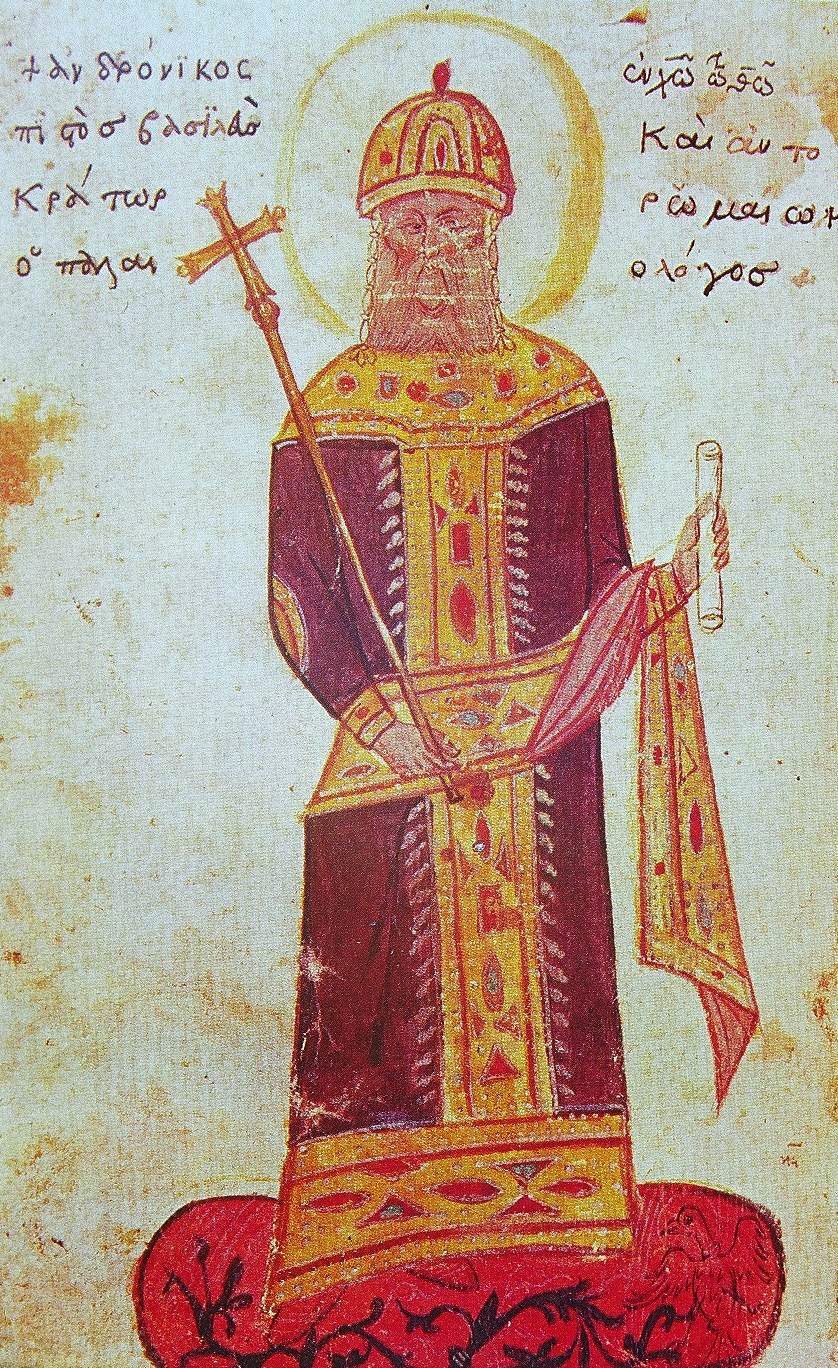
Miniature de l'époque représentant Andronic II Paléologue.

À sa mort, Michel VIII laisse un empire restauré mais faible. Au début de son règne, alors qu'il est empereur de Nicée, il obtient ses plus grands succès dont le plus important est bien sûr la reprise de Constantinople. Malgré cet exploit qui lui permet de restaurer l'Empire byzantin, Michel VIII est vu par ses contemporains comme un usurpateur. En outre, après la prise de la cité impériale, il multiplie les erreurs. L'horrible mutilation qu'il fait subir au jeune Jean IV Lascaris faillit lui coûter son trône. De plus, la révocation du patriarche Arsène Autorianos, provoque la création d'une Église favorable au patriarche, les arsénites, qui provoquent presque un schisme.
Dans sa politique intérieure, Michel VIII réussit en partie à rénover et à repeupler Constantinople qui était dans un état lamentable en 1262, mais son traité avec Gênes est catastrophique pour l'Empire, et est le début d'une lutte entre Génois et Vénitiens qui se déroule sur l'Empire et prive Constantinople des ressources nécessaires pour sa sauvegarde.
Sa tentative d'Union des deux Églises avait pour but la sauvegarde de l'Empire byzantin contre une menace des États catholiques. La façon dont il essaie de la faire accepter à la population byzantine lui aliène la plupart des grands nobles de l'Empire byzantin. En politique étrangère, il réussit plus ou moins ses objectifs : il réussit à empêcher une nouvelle croisade contre l'Empire et surtout, en provoquant les Vêpres siciliennes, il détruit son ennemi juré.
En Grèce, il ne réussit cependant pas à chasser les principautés franques qui restent dangereuses pour l'Empire.
Dans les Balkans, bien qu'il ait réussi de beaux coups d'éclats face à la Bulgarie, il se découvre au contraire un ennemi qui devient extrêmement dangereux pour l'Empire : la Serbie.
Dans sa politique orientale il a de bons rapports avec les Mamelouks et le khanat de Kiptchak mais la suppression des colons qui protègent la partie orientale de l'Empire est un désastre. Michel VIII perd ainsi les principales terres qui ont constitué l'empire de Nicée. À sa mort, l'Empire est sur le point de perdre ses dernières provinces asiatiques.

## Famille
Michel VIII est le fils d'Andronic Paléologue, gouverneur de Thessalonique, et de Théodora Paléologue. Marié en 1253 à Théodora Vatatzès (1240-1303), cousine des empereurs Lascaris de Nicée, il eut pour enfants :
- Manuel (1255-1259) ;
- Andronic II Paléologue (1259-1332) ;
- Constantin (1261-1306) (père du despote Jean Paléologue et arrière-grand-père d'Étienne Uroš IV Dušan) ;
- Theodoros (mort après 1270) ;
- Irène, mariée en 1278 avec Ivan Asen III, tsar des Bulgares (mort en 1303) ;
- Anne (1260-1300), mariée en 1278 avec Demetrios Ange ;
- Eudoxie Paléologue (1265-1302), mariée à Jean II de Trébizonde (1262-1297) ;
- Théodora, mariée en 1254 avec David VI, roi de Géorgie (1225-1293);
- Maria, mariée en 1265 avec Abaqa, Ilkhan de Perse (1265-1282)[79].

#### Sources primaires
- Georges Acropolite, Historia : Georgii Akropolitae Opera, Stuttgart, P. Wirth, 1978.
- Georges Pachymère, Histoire, éditions Albert Failler, (contemporain du règne).

#### En français
- Louis Bréhier, Vie et Mort de Byzance, Albin Michel, mai 2006, 632 p. (ISBN 2-226-17102-9, présentation en ligne).
- (en) Cambridge Medieval History, Éditions Paul Fourrache, (ISBN 0521853605).
- Michel Kaplan, Alain Ducelier, Byzance : du IVe au XVe siècle, éditions Hachette Supérieur, (ISBN 2011455774).
- John Julius Norwich (trad. Dominique Peters), Histoire de Byzance (330-1453), Paris, Librairie Académique Perrin, 1998 (1re éd. 1999) [détail des éditions] (ISBN 2-262-01333-0).
- Angeliki Laïou et Cécile Morrisson, Le monde byzantin. Tome 3, Paris, PUF, coll. « Nouvelle Clio », 2011, 494 p. (ISBN 978-2-13-052008-5).
- Donald MacGillivray Nicol (trad. de l'anglais par Hugues Defrance), Les Derniers Siècles de Byzance, 1261-1453, Lonrai, Tallandier, coll. « Texto », 2008, 530 p. (ISBN 978-2-84734-527-8).
- Jacques Heers, Chute et mort de Constantinople, Perrin, coll. « Tempus », 2007.
- Paul Gautier, Encyclopédie Larousse en 20 volumes, vol. 3, Paris, 1972 (ISBN 2-03-000903-2), Michel VIII.
- Paul Gautier, Encyclopédie Larousse en 20 volumes, vol. 4, Paris, 1972 (ISBN 2-03-000904-0), Byzantin (Empire).
- (collectif), Byzance, l'Empire d'Orient, Paris, Sélection du Reader’s Digest, 2003, 191 p. (ISBN 978-2-7098-1496-6 et 2-7098-1496-X)d'après A concise history of Byzantium de Warren Treadgold (Palgrave / Macmillan 2001).
- Jean-Claude Cheynet, Byzance : L'Empire romain d'Orient, Paris, Armand Colin, 2e édition, 2006, 191 p. (ISBN 978-2-200-34689-8 et 2-200-34689-1).
- Vannier, J-F. Les premiers Paléologue (Études prosopographiques), 1989, (ISBN 2-85944-110-7).
- Georg Ostrogorsky, Histoire de l'État byzantin, Paris, Payot, 1996.
- Conrad Chapman, Michel Paléologue : restaurateur de l'Empire byzantin (1261-1282), Paris, Imprimerie Ramlot et Cie, 1926.

#### En anglais
- Nicol, Donald. The Last Centuries of Byzantium, 1261-1453, 1993, (ISBN 0246105593).
- Deno John Geanakoplos, « Michael VIII Palaeologus and the Union of Lyons (1274) », The Harvard Theological Review, Vol. 46, No. 2 avr., 1953.
- Deno John Geanakoplos, « Greco-Latin Relations on the Eve of the Byzantine Restoration : The Battle of Pelagonia - 1259 », Dumbarton Oaks Papers Vol. 7, 1953.
- Deno John Geanakoplos, Emperor Michael Palaeologus and the West 1258-1282 : A Study in Byzantine-Latin Relations, Cambridge UP, 1959.
- Deno John Geanakoplos, Constantinople and the West : Essays on the Late Byzantine (Palaeologan) and Italian Renaissances and the Byzantine and Roman Churches, University of Wisconsin Press, 1989.
- (en) Alexander Kazhdan (dir.), Oxford Dictionary of Byzantium, New York et Oxford, Oxford University Press, 1991, 1re éd., 3 tom. (ISBN 978-0-19-504652-6 et 0-19-504652-8, LCCN 90023208).
- Alice-Mary Talbot « The Restoration of Constantinople under Michael VIII » Dumbarton Oaks Papers, Vol. 47, 1993.